# Muppet-krimi: Körözés alatt
A Muppets krimi: Körözés alatt (eredeti címe: Muppets Most Wanted) 2014-es amerikai bűnügyi filmvígjáték, amelyet James Bobin rendezett. Ez a nyolcadik film, amely a népszerű The Muppets franchise szereplőivel készült. A film írói Bobin és Nicholas Stoller. A 2011-es The Muppets folytatása. A főszerepekben Ricky Gervais, Ty Burrell és Tina Fey láthatóak, a Muppet-figurákat pedig Steve Whitmire, Eric Jacobson, Dave Goelz, Bill Barretta, David Rudman, Matt Vogel és Peter Linz játsszák.
Jason Segel-en kívül a The Muppets stábjának több tagja is visszatért, köztük Bobin és Stoller, illetve David Hoberman és Todd Lieberman producerek is. Bret McKenzie és Christophe Beck szerezték a filmzenét. A forgatás 2013 januárjában kezdődött a Buckinghamshire-i Pinewood Studios-ban.
A filmet 2014. március 21-én mutatták be.

## Cselekmény
A Muppetek európai turnéjuk során igencsak nagy bajba keverednek: Brekit, a békát összetévesztik egy mesterbűnözővel, és börtönbe zárják. Breki helyére hasonmása, Constantine kerül, aki kihasználja a Muppetek turnéját arra, hogy ékszereket lopjon. Ebben segítségére van társa, Dominic Badguy is.

## Szereplők

### Élőszereplős szereplők
| Szereplő                 | Színész            | Magyar hang            |
| ------------------------ | ------------------ | ---------------------- |
| Rosszfiú Dominic         | Ricky Gervais      | Csankó Zoltán          |
| Jean Pierre Napoleon     | Ty Burrell         | Széles Tamás           |
| Nadya                    | Tina Fey           | Kis-Kovács Luca        |
| Böri király              | Jemaine Clement    | Sarádi Zsolt           |
| Hobo Joe                 | Zach Galifianakis  | Horváth-Töreky Gergely |
| Önmaga                   | Sean Combs         | Horváth-Töreky Gergely |
| Nagypapi                 | Ray Liotta         | Lux Ádám               |
| Önmaga                   | Usher              | Kisfalusi Lehel        |
| Plébános                 | Frank Langella     | Csuha Lajos            |
| Önmaga                   | Salma Hayek        | Németh Borbála         |
| Önmaga                   | Danny Trejo        | Varga Tamás            |
| Önmaga                   | Christoph Waltz    | Gubányi György István  |
| Önmaga                   | Tony Bennett       |                        |
| Ír újságíró              | Hugh Bonneville    |                        |
| Bemondó                  | Andrés Cantor      |                        |
| Berlini                  | Kenneth Collard    |                        |
| Asszisztens a forgatáson | Rob Corddy         |                        |
| Múzeumi őr               | Mackenzie Crook    |                        |
| Jótündér                 | Celine Dion        |                        |
| Önmaga                   | Lady Gaga          |                        |
| A nagy Escapo            | Tom Hiddleston     |                        |
| Színházigazgató          | Tom Hollander      |                        |
| Múzeumi őr               | Toby Jones         |                        |
| UPS-es fickó             | James McAvoy       |                        |
| Őr                       | Aleksander Mikic   |                        |
| Újságos lány             | Chloë Grace Moretz |                        |
| Német zsaru              | Til Schweiger      |                        |
| Berlini                  | Miranda Richardson |                        |
| Önmaga                   | Saoirse Ronan      |                        |
| Ivan, az őr              | Stanley Tucci      |                        |
| Kézbesítő                | Russell Tovey      |                        |

### Muppetek / bábok
| Szereplő            | Eredeti hang   | Magyar hang            |
| ------------------- | -------------- | ---------------------- |
| Breki               | Steve Whitmire | Lippai László          |
| Foo Foo             | Steve Whitmire | Szokol Péter           |
| Statler             | Steve Whitmire | Forgács Gábor          |
| Rizzo, a patkány    | Steve Whitmire | Háda János             |
| Link Hoghtrob       | Steve Whitmire | Gubányi György István  |
| Rikkancs            | Steve Whitmire | Bácskai János          |
| Beaker              | Steve Whitmire | Markovics Tamás        |
| Walter              | Peter Linz     | Markovics Tamás        |
| Miss Röfi           | Eric Jacobson  | Magyar Bálint          |
| Topi maci           | Eric Jacobson  | Vida Péter             |
| Sam, a sas          | Eric Jacobson  | Kőszegi Ákos           |
| Állat               | Eric Jacobson  | Dózsa Zoltán           |
| Gonzo               | Dave Goelz     | Zöld Csaba             |
| Dr. Bunsen Honeydew | Dave Goelz     | Magyar Attila          |
| Waldorf             | Dave Goelz     | Barbinek Péter         |
| Beauregard          | Dave Goelz     | Vári Attila            |
| Pepe, a királyrák   | Bill Barretta  | Vári Attila            |
| Vaú                 | Bill Barretta  | Faragó András          |
| Dr. Fogi            | Bill Barretta  | Kisfalusi Lehel        |
| Bobo, a medve       | Bill Barretta  | Barbinek Péter         |
| Svéd séf            | Bill Barretta  | Kaszás Gergő           |
| Scooter             | David Rudman   | Kaszás Gergő           |
| Janice              | David Rudman   | Seder Gábor            |
| Miss Poogy          | David Rudman   | Bácskai János          |
| Constantine         | Matt Vogel     | Csőre Gábor            |
| Floyd Pepper        | Matt Vogel     | Horváth-Töreky Gergely |
| Sweetums            | Matt Vogel     | Papucsek Vilmos        |
| Őrült Harry         | Matt Vogel     | Kisfalusi Lehel        |
| Haláli              | Matt Vogel     | Háda János             |

Egyes színészekkel készültek jelenetek, amelyek végül nem kerültek be a filmbe, de a DVD-s és Blu-rayes kiadásokban láthatóak ezek a jelenetek. A színészek a következők: Bridgit Mendler, Debby Ryan, Dexter Fletcher, Peter Serafinowicz, Jake Short, Tyrel Jackson Williams.

## Fogadtatás
A Rotten Tomatoes honlapján 80%-os értékelést ért el 197 kritika alapján, és 6.2 pontot ért el a tízből. A Metacritic oldalán 61 pontot ért el a százból, 37 kritika alapján. A CinemaScore oldalán átlagos minősítést ért el.
A The Wrap kritikusa, Alonso Duralde az első filmhez hasonlította. Brian Henson szerint apja boldog lenne, hogy a Muppetek kalandjai folytatódnak. A San Francisco Chronicle kritikusa, Peter Hartlaub három csillaggal értékelte a négyből, kritikája szerint "pont olyan, mintha az eredeti Muppets-készítők készítették volna". John Hartl, a  The Seattle Times kritikusa szintén három csillaggal értékelte a négyből. Ugyanakkor Todd McCarthy, a The Hollywood Reporter kritikusa vegyes kritikát írt róla, míg a Variety magazin kritikusa,  Justin Chang negatívan értékelte. Anna Smith, a Time Out kritikusa három csillaggal értékelte az ötből.